# 456695 Xingdingyu
456695 Xingdingyu este o planetă minoră (asteroid) din centura de asteroizi. A fost descoperită pe 18 august 2007 la Xuyi County⁠(d) de . 
Obiectul prezintă o orbită caracterizată de o semiaxă mare de 2,4037552891405 UAi, o excentricitate de 0,21342951046945, o înclinație de 4,4195727312546 ° în raport cu ecliptica.